# Géza Zichy
Géza Zichy, hrabia Vasony-Keö (ur. 22 lipca 1849 w Sztára, zm. 14 stycznia 1924 w Budapeszcie) – węgierski pianista grający lewą ręką i kompozytor.

## Życiorys
Uczył się gry na fortepianie u Roberta Volkmanna i Ferenca Liszta. W wieku 14 lat w wyniku wypadku na polowaniu stracił prawą dłoń, nie porzucił jednak marzeń o muzyce i odtąd grał lewą ręką. W latach 1875–1918 był rektorem konserwatorium w Budapeszcie. Od 1891 do 1894 roku pełnił również funkcję intendenta opery budapeszteńskiej. W 1911 roku został przyjęty na członka Węgierskiej Akademii Nauk. Przyjaźnił się z Ferencem Lisztem, z którym często wspólnie występował. Dokonał aranżacji na 3 ręce Marsza Rakoczego Liszta.
Był autorem kompozycji fortepianowych na lewą rękę oraz licznych transkrypcji utworów innych kompozytorów. Skomponował m.in. Koncert fortepianowy (1902), kantatę Dolores (1889), balet Gemma (wyst. Praga 1903). Był też autorem oper A vár története (wyst. Budapeszt 1888), Alár (wyst. Budapeszt 1896) i Roland mester (wyst. Budapeszt 1899) oraz trylogii operowej z librettem opartym na życiu Franciszka Rakoczego (Nemo 1905, Rákóczi Ferenc 1909 i Radostó 1912). Opublikował autobiografię Aus meinem Leben (3 tomy, 1911–1920).

## Odznaczenia
- Krzyż Kawalerski Orderu Leopolda (1884, Austro-Węgry)[3][4]
- Krzyż Wielki Orderu Franciszka Józefa (1901, Austro-Węgry)[5]
- Odznaka Honorowa za Dzieła Sztuki i Umiejętności (1916, Austro-Węgry)[6]
- Krzyż Komandorski Orderu Zasługi Adolfa Nassauskiego (1881, Luksemburg)[3][7]
- Krzyż Komandorski Orderu Lwa Zeryngeńskiego (1883, Badenia)[3][8]
- Krzyż Komandorski Orderu Królewskiego Korony (1883, Prusy)[3][9]
- Krzyż Komandorski Orderu Danebroga (1887, Dania)[3][10][11]
- Krzyż Komandorski Orderu Medżydów (1881, Turcja)[7]
- Krzyż Komandorski Orderu Leopolda (1881, Belgia)[3][7]
- Krzyż Komandorski Orderu św. Anny (1890, Rosja)[3][12]
- Krzyż Komandorski Orderu Krzyża Takowy (1888, Serbia)[11]
- Krzyż Komandorski Orderu Wazów (1888, Szwecja)[3][11]
- Krzyż Komandorski Orderu Korony (1889, Włochy)[3][13]
- Krzyż Komandorski Orderu Karola III (1889, Hiszpania)[13]